# Architecture dans les Landes de Gascogne
 (octobre 2023).
L’architecture dans les Landes de Gascogne est avant tout une architecture rurale, marquée par différentes époques, correspondant aux grands bouleversements économiques et sociaux de la région. Jusqu'à la fin du XIXe siècle, l'architecture est caractéristique du système agro-pastoral, bien représenté par ce que l'on appelle communément la « maison landaise » en dur, ou l'ostau. Avec la disparition du système agro-pastoral et la généralisation du gemmage, les cabanes de résiniers vont quitter les forêts millénaires de la côte pour conquérir le nouveau pinhadar : la forêt plantée par l'homme sur le plateau landais. Parallèlement, les premières villas d'Arcachon et leur architecture extravagante contrastent avec les cabanes de pêcheurs et d'ostréiculteurs, qui ne sont pas sans rappeler les cabanes de résiniers. Au XXe siècle, on verra l'apparition de nouveaux types d'architecture, s'inspirant plus ou moins du patrimoine bâti traditionnel de la région et du Pays basque voisin.

## Architecture agro-pastorale
Avant le boisement systématique des terres incultes des Landes de Gascogne au milieu du XIXe siècle, l'économie de la région repose sur un système agro-pastoral permettant de tirer parti des vastes étendues d'un sol sableux d'une extrême pauvreté. Les élevages omniprésents d'ovins servent à la fertilisation des sols, sur lesquels les Landais de l'époque cultivent quelques céréales. Le bâti se concentre dans les airials, où l'on retrouve plusieurs bâtiments, en dur ou en bois, ayant différentes fonctions.

### Ostau

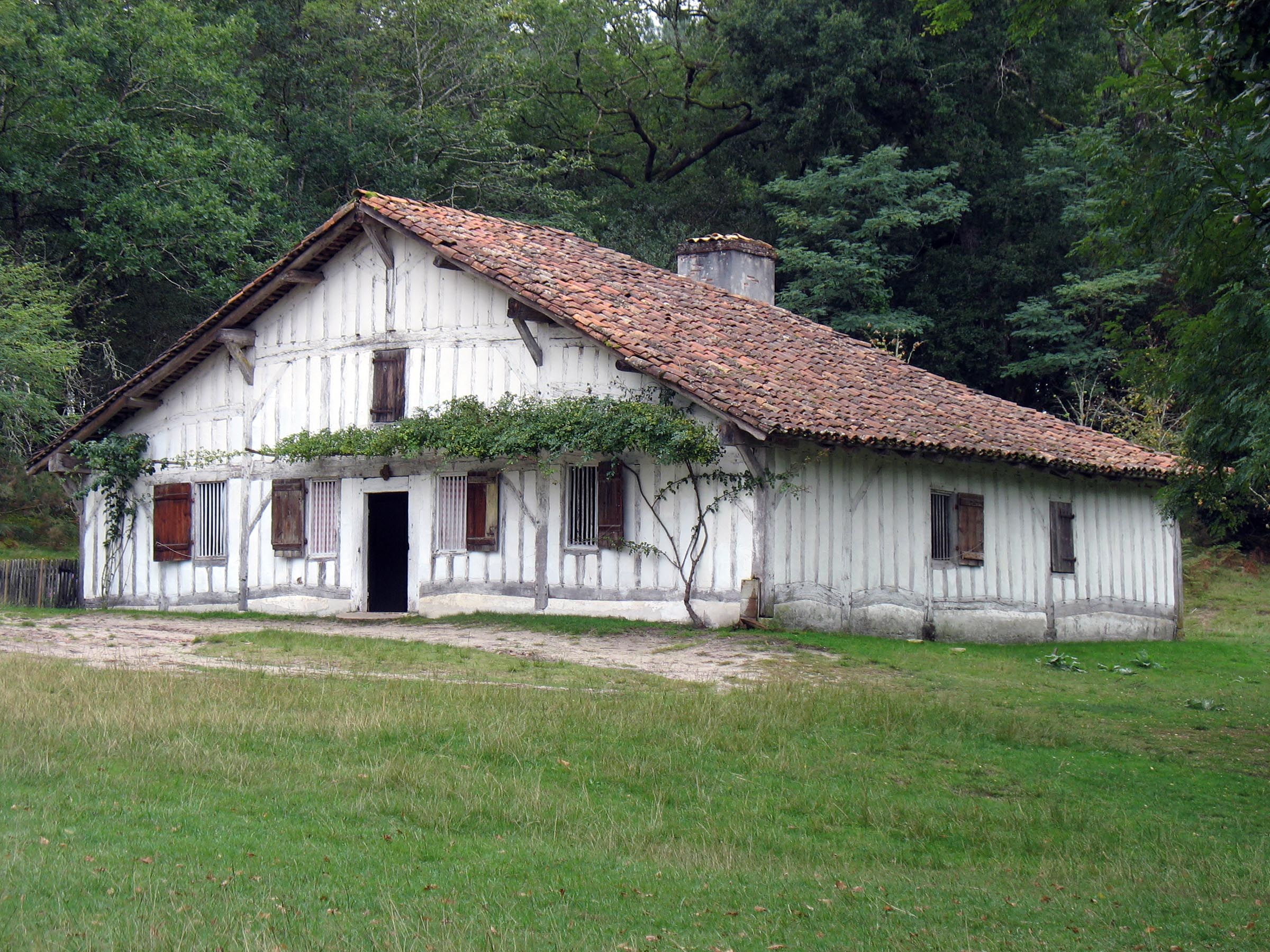
Maison landaise à colombage avec treille : la maison du meunier à Marquèze

L’ostau traditionnel est une maison à colombage parfois munie d’un toit à trois pans en « queue de palombe » (coda de paloma). Les murs sont remplis de torchis, mélange de paille et d'argile. À partir du XIXe siècle, le torchis fut remplacé dans certains secteurs par des briques plates ou de la garluche.
L’ostau était généralement orientée à l’est, tournant le dos aux intempéries :
- l’entrée principale et l’auvent (appelé emban ou estantat), quand il existe, se présentait côté est ;
- le côté arrière, orienté à l’ouest, était exposé au mauvais temps venant de l’océan ; il ne présentait généralement ni porte ni fenêtre, au mieux des ouvertures réduites.

### Bergeries

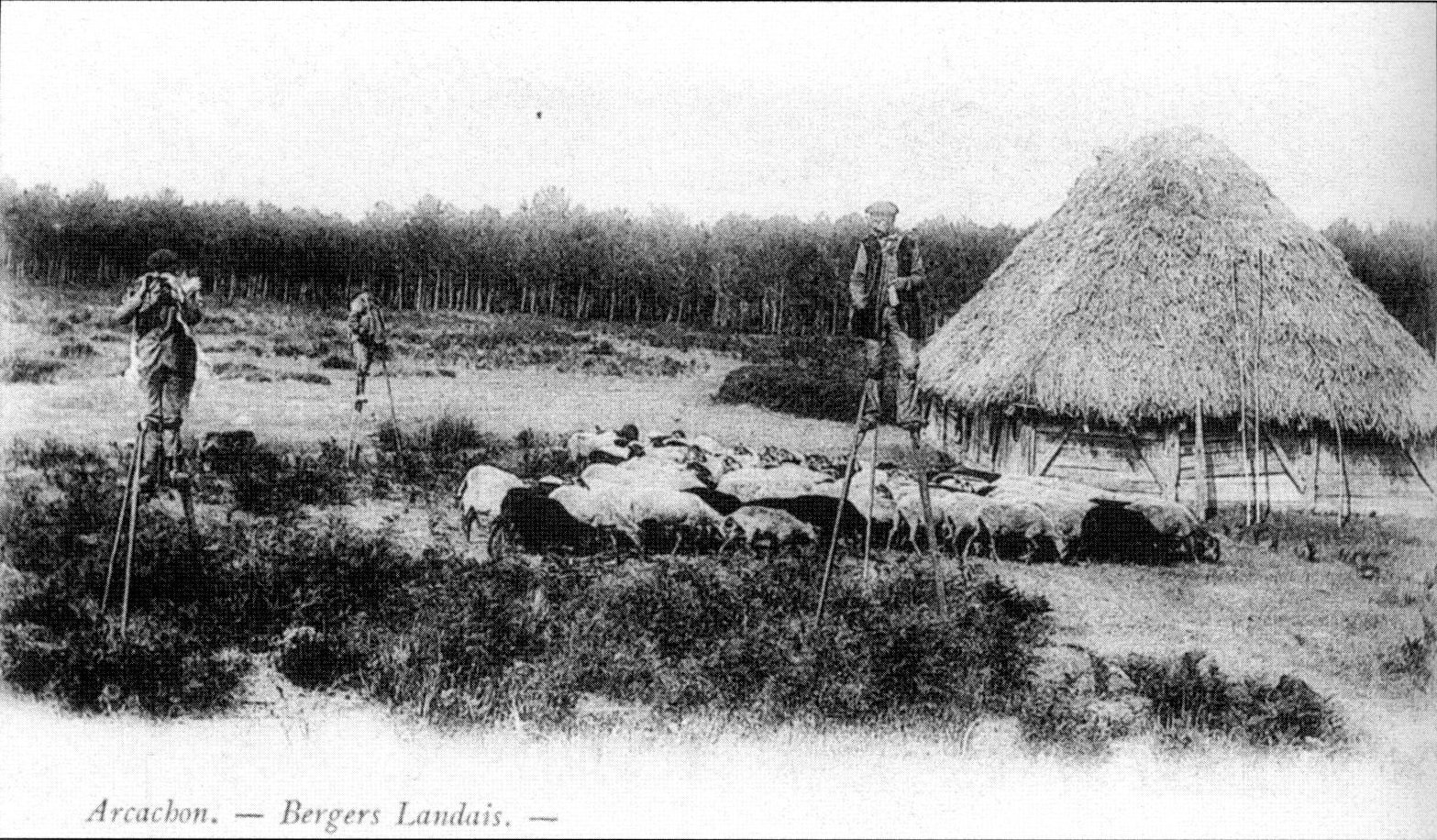
Bergers landais et leur troupeau de brebis aux abords d'une borde.

Les bergeries, ou bordes, sont un élément essentiel du système agro-pastoral landais des XVIIe et XVIIIe siècles. Elles sont généralement en bois et à toit de chaume de seigle, elles servent à abriter le troupeau de moutons lors du parcours dans la lande ou pour l'hivernage. L'ouverture est située à l'est, le bâtiment tournant le dos aux vents d'ouest. La pente de la charpente est de 45° et le toit de chaume descend le plus bas possible à l'ouest pour se protéger du vent.

#### Bergeries courbes
L'originalité de la bergerie courbe réside dans son plan demi-circulaire : la partie convexe est tournée vers l'ouest en guise de protection contre les vents océaniques, tandis que la partie concave forme une cour intérieure tournée vers l'est, fermée par des panneaux de brande et servant à rassembler, soigner et trier les brebis.
Sa répartition géographique se limitait à l'est des Landes de Gascogne, aux confins des départements de la Gironde, des Landes et du Lot-et-Garonne, dans la région de Captieux, Brocas et Roquefort.
Les bergeries courbes servaient soit de parc d'hivernage au sein de l'airial, soit de relais sur les parcours de la lande pastorale. On estime qu'il en a existé environ 400 dans les Landes de Gascogne. La dernière a disparu en 1963.

#### Bergeries en dur
Des bergeries en dur, à toit de tuiles, ont également existé, il en reste quelques rares spécimens. Les dimensions de ces bâtiments peuvent être très importantes, jusqu'à 26,60 m de diamètre extérieur pour un couloir de 6,50 m, soit une surface intérieure de 200 m2 pouvant accueillir jusqu'à 150 brebis en hivernage. La hauteur pouvait aller jusqu'à 5,50 m, et le grenier servait à stocker le grain.

## Architecture liée au gemmage
L'origine des cabanes de résiniers remonte à celle du gemmage, soit il y a un peu plus de 2000 ans. Avec l'extension et l'industrialisation de procédé fin XIXe siècle, on retrouvera de plus en plus de cabanes dans la forêt. Au début du XXe siècle, à chaque pièce de pin résiné correspond une famille, et à chaque famille correspond une cabane.
Le bâti est rudimentaire, constitué le plus souvent d'une ou deux chambres, certaines cabanes ne comportaient parfois qu'une pièce unique organisée autour du seul élément maçonné en dur du bâtiment : la cheminée.
La forme du bâtiment est parallélépipédique, les murs gouttereaux regardent au nord et au sud, tandis que les murs pignons sont tournés vers l'est et l'ouest. L'entrée principale est tournée vers le sud. Le toit est à deux pans, de faible pente et constitué de tuiles canal ou parfois de tuiles mécaniques de Marseille.
Le bardage extérieur est de couleur noire - à quelques exceptions près -, et constitué soit de planches verticales à couvre-joints verticaux étroits, soit de planches horizontales montées à clin.
Dotées de peu d'ouvertures, ces cabanes sont souvent très sombres à l'intérieur.

## Architecture liée à l'ostréiculture
On retrouve les cabanes d'ostréiculteurs sur les rives du Bassin d'Arcachon. Elles ne servent pas directement d'habitation, mais plutôt d'atelier, de réserve, d'abri, de débarras, de chais à trier. Ces cabanes sont de petite taille, de l'ordre de 6m par 4m, et leur répartition est souvent anarchique. Le toit est à deux pans, de faible pente, en tuiles canal ou mécaniques. L'ossature est simple et en bois de pin. Le bardage noir est constitué de planches verticales à couvre-joints étroits.

## Sources
- Charles Daney, Dictionnaire de la Lande française, Éditions Loubatières, Portet sur Garonne, 1992
- Jacques Sargos, Histoire de la forêt Landaise, L'Horizon Chimérique, Bordeaux, 1997
- François et Françoise Cottin, Le bassin d'Arcachon, au temps des pinasses, de l'huître et de la résine, L'Horizon chimérique, Bordeaux, 2000
- Eric Reignoux, Les bergeries courbes des Landes, Collection Loustalet, Aire-sur-l'Adour, 2003